# Conus brunneus
Conus brunneus é uma espécie de gastrópode do gênero Conus, pertencente a família Conidae.

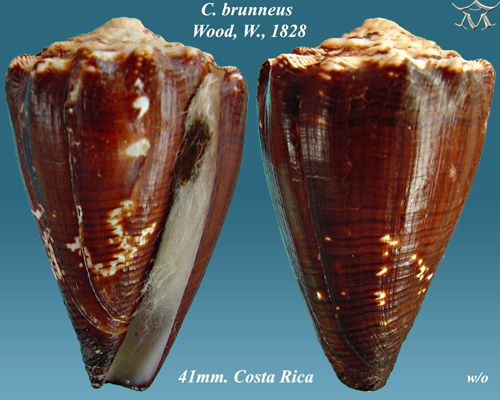
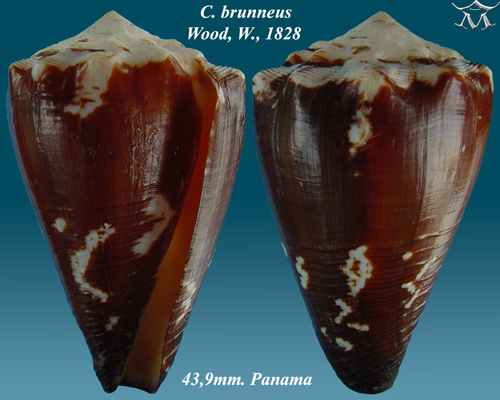
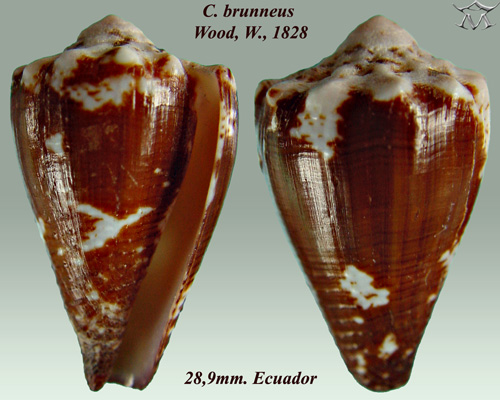
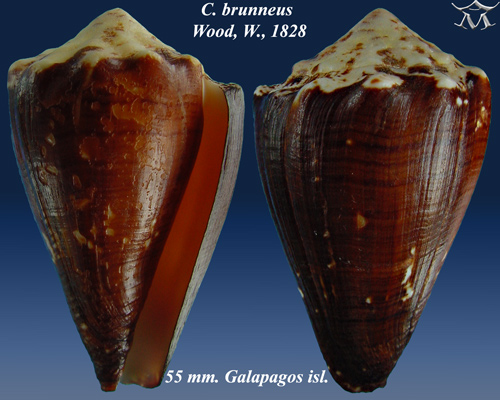